# Ranch Life in the Great Southwest
Ranch Life in the Great Southwest è un cortometraggio muto del 1910 diretto da Francis Boggs.

## Produzione
Il film fu prodotto dalla Selig Polyscope Company. Venne girato a Dewey, in Oklahoma.

## Distribuzione
Distribuito dalla General Film Company, il film - un cortometraggio in una bobina - uscì nelle sale cinematografiche statunitensi il 31 luglio 1910.